# Trihapsis polita
Trihapsis polita là một loài tò vò trong họ Ichneumonidae.